# 鍾化民
鍾化民（1537年—1597年），字維新，號文麓、文陸，浙江承宣布政使司杭州府仁和縣（今浙江省杭州市）人，明朝政治人物。

## 生平

### 早期生涯
万历七年（1579年），鍾化民登己卯科浙江乡试第十五名舉人，八年中式庚辰科会试第一百三名，三甲一百三十七名进士，吏部觀政后，本年授职惠安縣知县，政績卓越，得到御史安九域舉薦。因俸未到期，萬曆十年转任乐平縣知縣，治绩又最為突出。萬曆十四年（1586年），授河南道監察御史，与同官何倬、王慎德再三上奏，请求建立储君，神宗不予答復。萬曆十五年，鍾化民离京巡视陕西茶马，上奏稱，“边塞地方寒冷，仅以畜马为业。现考虑到外族擅自出入事，一旦严厉禁止，民间生息与境内贸易都將废除了，公私费用也无所依赖。请求听任百姓过境贩卖，只是不得进入番中，又以此前宁夏缺乏粮饷，每年发银万两换米二万七千石。后被主管官吏吞没，軍隊只得向百姓滥征。因此请求以垦田粮食补充，永远停止征派。”神宗予以批准。后巡按山东，请求每年旱灾时，地方官可以先蠲恤、后上报。因在宁夏时，取官银做交往费用的事情，被尚书丞周弘禴所弹劾。十七年巡按山东，萬曆十九年，调为行人司司正。

### 國本之爭
之後，鍾化民多次升遷。萬曆二十年，升任禮部员外郎，次年升仪制司郎中。沈王朱珵堯由旁支长子嗣位，请求分封他的庶子为郡王，钟化民坚持上疏反對。神宗下旨道：“只管给予虚名，命令藉此成婚。”钟化民上奏反對，并以國本之爭警示神宗：“沈王之子与嫡长子哪一个更亲？王子不立即分封，是因担心妨碍婚娶。嫡长子卻不立刻封立，難道不害怕妨碍礼教吗？”神宗聽後震怒，以钟化民言辞率直，没有追究。皇上命令同时分封三王，钟化民与顾允成等在朝房中当面责问王锡爵。萬曆二十一年，升光禄寺寺丞。

### 治理河南
万历二十二年（1594年），河南发生大饥荒，人相食，神宗命钟化民兼任河南道御史，前往赈恤。他的救荒之政均有效果，百姓大为高兴。钟化民既已完成任务，便把有关情况绘上图画，进献给皇上。神宗予以嘉奖，一再下谕旨赞扬他。他也提升为太常寺少卿。萬曆二十四年，他以右佥都御史、巡抚河南，讨平南阳矿盗。夹河盗亂曾有數千人，钟化民又率兵大破平定。正值皇上派宦官开采矿产，他也上疏极力劝谏利害。
钟化民為人短小精悍，多有智谋。居于官位勤勉政事，所到之处均有声望。遍訪八府，延请父老，询问疾苦。因積勞成疾，卒于任。當時士民相繼到朝廷颂扬他。诏赠右副都御史，赐忠惠祠。

## 家族
曾祖钟庆。祖父钟芳，壽官。父亲钟德隐，贈知县。

## 延伸阅读
[在维基数据编辑]
 《明史卷二百二十七》，出自《明史》

## 相關
- 國本之爭